# Pentazine

Structure de la pentazine.

La pentazine est un composé organique instable répondant à la formule CHN5, constitué d'un noyau aromatique contenant cinq atomes d'azote et un de carbone.